# Goyencourt
Goyencourt település Franciaországban, Somme megyében. Lakosainak száma 97 fő (2022. január 1.). Goyencourt Damery, Fresnoy-lès-Roye, Gruny, Roye és Villers-lès-Roye községekkel határos.

## Népesség
A település népességének változása:
| Lakosok száma | 95   | 96   | 94   | 93   | 92   | 93   | 95   | 97   |
|               | 2013 | 2015 | 2017 | 2018 | 2019 | 2020 | 2021 | 2022 |